# Liu Bannong
Liu Bannong 刘半农 (Liú Bànnóng)  , född 14 maj 1891 i Jiangyin, Jiangsu i Kina, död 14 juli 1934 i Peking, var en  kinesisk språkvetare, översättare och poet, som spelade en viktig roll för reformerna av det kinesiska skriftspråket. Han är också känd under namnet Liu Fu; Bannong var hans stilnamn.

## Biografi

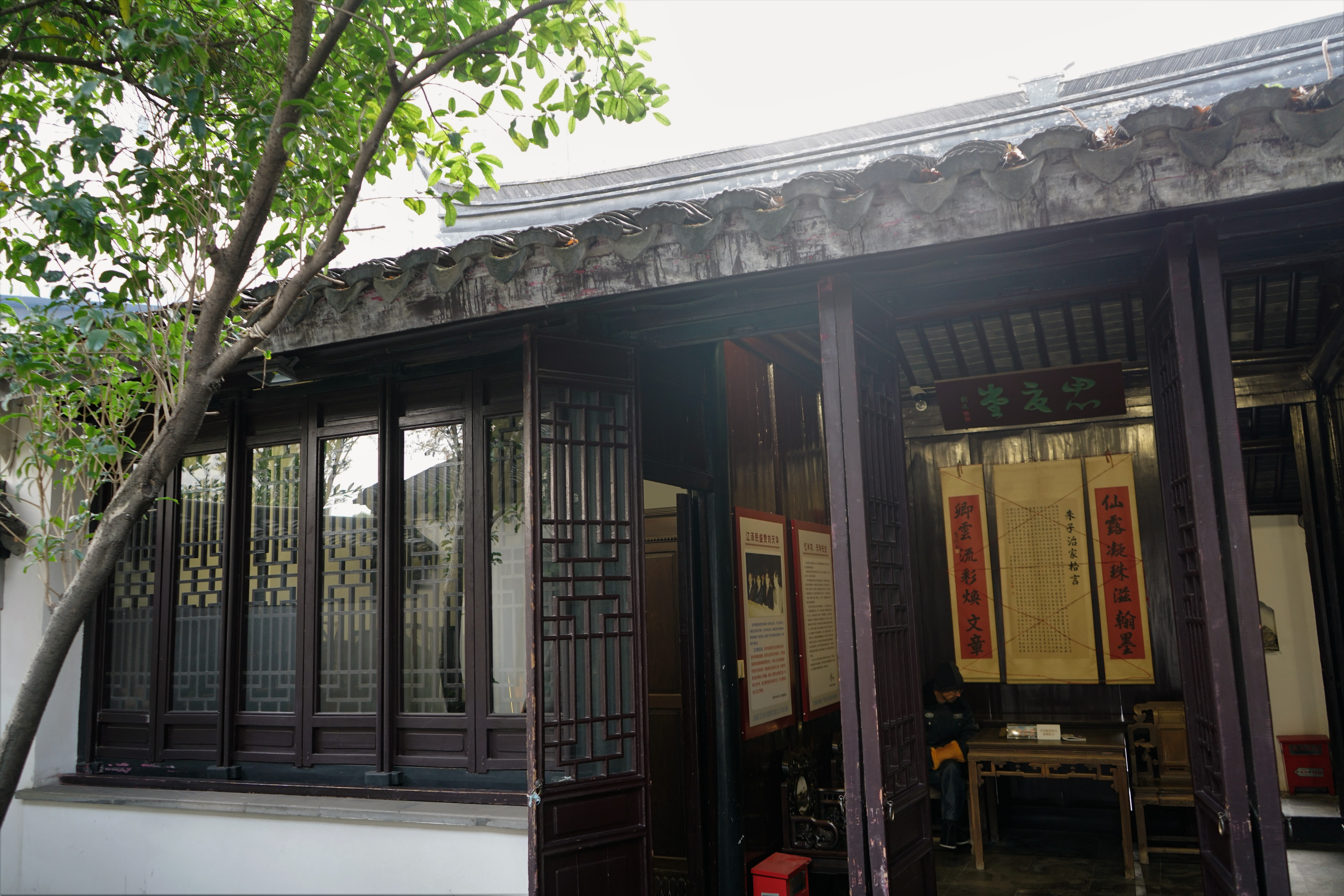
Liu Bannongs barndomshem i Jiangyin, Jiangsu

Liu Bannong föddes i staden Jiangyin vid Yangtzefloden i Jiangsu 1891. Från 1912 bodde han i Shanghai och 1917 flyttade han till Peking. Där arbetade han för tidskriften Xin Qingnian 新青年 och var aktiv i Fjärde majrörelsen. År 1920 flyttade han till London för att studera och tog sig därifrån 1921 vidare till Paris, där han avlade filosofie doktorsgrad 1925. Samma år återvände han till Kina och började att undervisa i fonetik vid Pekinguniversitetet. Från juli 1929 tjänstgjorde han som prefekt vid Fu-jenuniversitetet.
Liu Bannong kritiserade tidigt bruket av klassisk kinesiska som skriftspråk, och förespråkade i stället det mer talspråksnära baihua. Han är känd som skaparen av tecknet för ’hon’ (ta 她). Tecknet blev populärt genom framgångarna för schlagern Jiao wo ruhe bu xiang ta 教我如何不想她  (Säg, hur kan jag undgå att tänka på henne?) från 1926. Texten kommer från en dikt Liu Bannong skrev 1920 i syfte att lansera det nya tecknet, som ingår i titeln. Språkforskaren Yuen Ren Chao komponerade musiken.
I samarbete med Li Jiarui 李家瑞 sammanställde Liu Bannong Songyuan yilai suzi pu 宋元以來俗字譜, Skrivtecken ur folkspråket i bruk från Song- och Yuandynastierna och framåt. Verket utkom 1930 och blev betydelsefullt för införandet av de förenklade kinesiska skrivtecknen senare under 1900-talet.
På 1930-talet blev Liu Bannong medlem i fotografiföreningen Guangshe 光社.
Sommaren 1934 begav sig Liu Bannong till Suiyuan (nuvarande Inre Mongoliet) för fältarbete. Hans mål var att nedteckna folksånger från Kinas nordvästra gränsområde. Strax efter att ha nått fram drabbades han av en infektion, och Liu Bannong fördes skyndsamt åter till Peiping (Peking), där han avled 14 juli på Peking Union Medical College.

### Essäer
- Liu, Fu (1917). ”Shi yu xiaoshuo jingshen de geming 詩與小說精神的革命”. Xin qingnian 新青年.[4]

- Liu, Fu (1934-5) (på kinesiska). Bannong zawen 半農雜文[8]

### Lyrik
- Liu, Fu (1926) (på kinesiska). Wafu ji 瓦釜集

- Liu, Fu (1926) (på kinesiska). Yangbian ji 揚鞭集

- Liu, Fu (1933) (på kinesiska). Chuqi baihua shigao 初期白話詩稿

### Skönlitterära översättningar
- Macartney, George (1916) (på kinesiska). Qianlong Ying shi jinjian ji 乾隆英使觐見記 (An Embassy to China: Being the Journal Kept by Lord Macartney During His Embassy to the Emperor Ch'ien-Lung, 1793-1794). övers. Liu Bannon 劉半儂. Shanghai: Zhonghua shuju 中華書局

- Dumas, Alexandre d.y. (1926) [1848] (på kinesiska). Chahua nü 茶花女 (Kameliadamen). övers. Liu Fu

- Zola, Émile (1927) (på kinesiska). Mao de tiantang 貓的天堂 (Le paradis des chats). övers. Liu Fu. Peking: Beixin shuju 北新書局

- Zola, Émile ([1874]) (på kinesiska). Shiye 失業 (Le chômage). övers. Liu Fu

- Liu, Fu (1927) (på kinesiska). Faguo duanpian xiaoshuo ji 法國短篇小說集. Beijing Zhong Fa daxue congshu 北京中法大學叢書. Peking: Beixin shuju 北新書局

### Vetenskapliga verk
- Liu, Fu (1925) (på kinesiska). Dunhuang tuosuo 敦煌掇瑣 (Hopsamlade fragment från Dunhuang). Guoli zhongyang yanjiuyuan lishi yuyan yanjiusuo zhuankan ; no. 2. Peking: Guoli zhongyang yanjiuyuan lishi yuyan yanjiusuo
- Liu, Fu (1925) (på franska). Étude expérimentale sur les tons du chinois. Collection de l'institut de phonétique et des archives de la parole ; 1. Paris: Les belles lettres. Libris 1896997
- Liu, Fu (1925) (på franska). Les mouvements de la langue nationale en Chine. Paris: Les Belles Lettres. Libris 1897510
- Liu, Fu; Li Jiarui. (1978 [1930]) (på kinesiska). Song Yuan yilai suzipu 宋元以來俗字譜. Taipei: Wenhai chubanshe. Libris 10722276
- Liu, Fu (1932) (på kinesiska). Zhongguo suqu congmu 中國俗曲叢目 (Katalog över kinesiska folkvisor)[8]
- Liu, Fu (1936) (på kinesiska). Shí yùn huìbiān 十韻彙編 (En sammanställning av tio rimlexikon)[9]

### Fotnoter
1. 1 2 3 4  Chen 1974, s.v. Liu Fu, s. 381.
2. 1 2 3  Boorman & Howard 1967-1979, s.v. Liu Fu, ss. 394f.
3. ↑  EDBG English to Chinese dictionary
4. 1 2 3 4  Feifel 1988, s.v. Liu Fu, s. 20.
5. ↑  Eriksson 2014, ss. 22-4.
6. ↑  PHOTOGRAPHY OF CHINA LIU BANNONG 刘半农
7. ↑  Boorman & Howard 1967-1979, s.v. Liu Fu, s. 395 B.
8. 1 2  Feifel 1988, s.v. Liu Fu, s. 21.
9. ↑  Pulleyblank 1984, s. 21 & 262.